# 日本协防台湾

日本境内主要的美军基地。若美日共同协防台湾，驻日美军和日本自卫队在中国解放军进攻台湾当日，即可投入战场。

日本协防台湾、自卫队协防台湾，通常是假定中华人民共和国武统台湾（中華民國臺灣地區），美国协防台湾的同时，日本自卫队出动兵力协防台湾。
在《美日安保條約》之下，若美国政府选择协防台湾，日本亦将协防台湾。但与美国总统小布什承诺协防台湾不同，历任日本内阁总理大臣从未公开承诺协防台湾。台海两岸的人士或将这一假设视为日本鷹派:20、右翼人物的主张。時任中華民國國防部長嚴德發视为日本政府“可能”的行动。中華民國國家安全局局長陳明通则将“‘日本自衛隊不會插手’中华人民共和国武统台湾”的观点判定为中华人民共和国政府通过媒体进行的“對台認知作戰”。
2021年6月下旬，日本防衛副大臣中山泰秀质疑一个中国政策、表示「台灣作為一個民主國家，我們必須加以保護」。中华人民共和国外交部与日本政府进行正式交涉后，日本政府發言人、內閣官房長官加藤勝信表示，這是中山泰秀個人的想法。7月上旬，日本副總理麻生太郎表示日本和美国必须共同协防台湾。回应麻生太郎观点与日本政府是否一致时，防衛大臣岸信夫指麻生太郎观点的確是日本政府的考量，但加藤勝信則表示这是“假设性问题”。
2021年8月，台灣制憲基金會公布对台湾民众进行的民调，六成四的被调查者认为日本会协防台湾。

## 背景

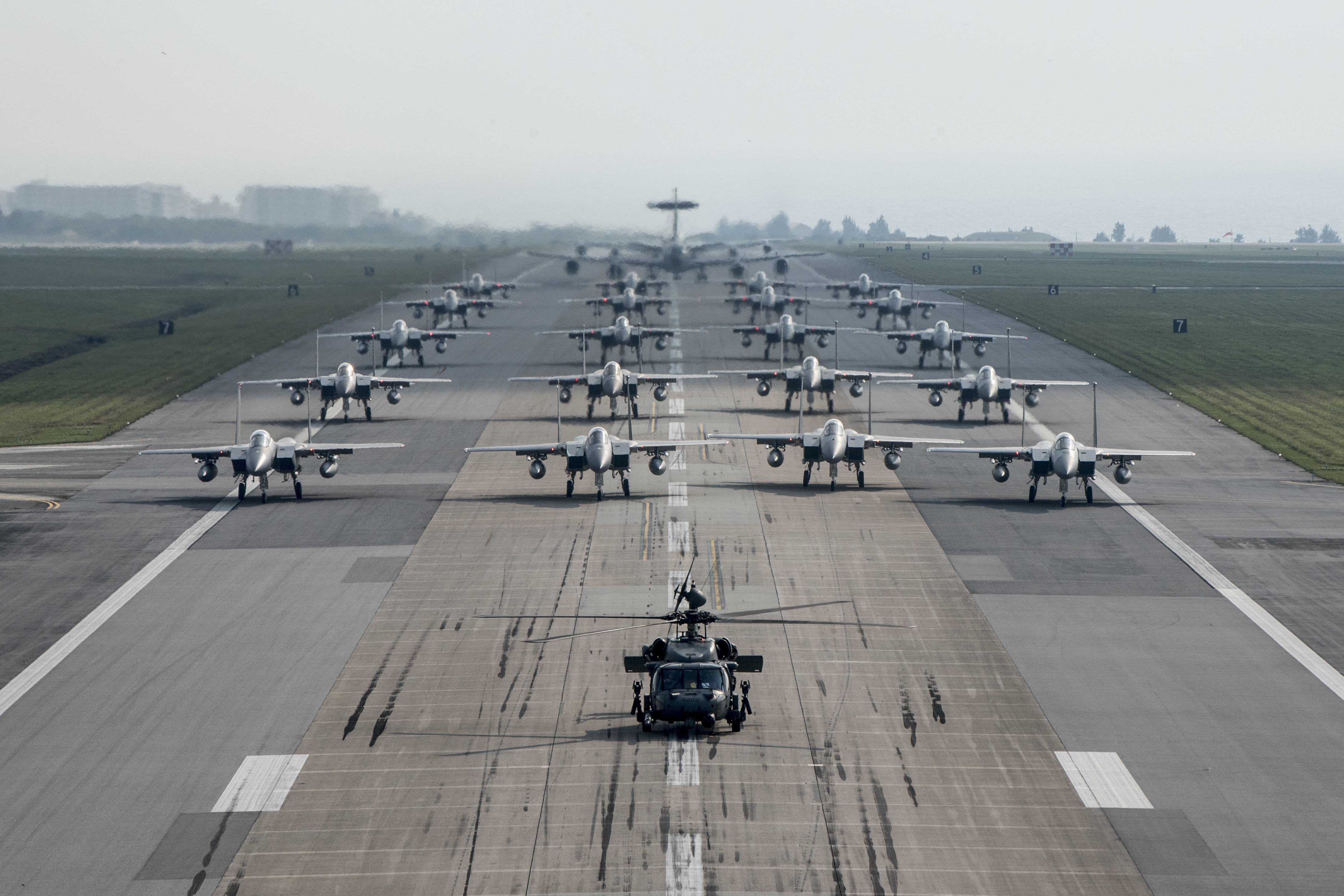
2017年4月，日本嘉手纳空军基地美國空軍第18聯隊战机进行大象行走。嘉手纳空军基地被认为将是战时、美日协防台湾的“桥头堡”。

军事上，美国是全球整体军事实力最强的国家，中华人民共和国、日本亦是军事强国。经济上，自2010年起，美国、中华人民共和国、日本是全球经济总量前三的经济体。包括中华民国（台湾）在内，四方之间经济高度依存，同时有着极为复杂的外交关系，本身长期存在领土争议。
美日两国除通过《美日安保條約》结成军事同盟外，日本在政治上同样受到美国影响。中华人民共和国作者形容为“‘美主日从’的外交模式”。日本与中华人民共和国、与中华民国的外交关系深受美国影响:55。而自1949年中华人民共和国建国、两岸分治，台湾问题就是中华人民共和国和中华民国之间最为重要的政治、军事议题。美国、日本被认为是对台湾问题最具影响力的两个国家:55。同时，中华人民共和国政府一直将台湾问题视为本国内政，不承诺放弃使用武力。而美日政府制约中华人民共和国使用武力解决台湾问题和日本“鷹派”主张协防台湾，增加了中华人民共和国政府解决台湾问题的难度:19、20。另一方面，台海海峡周边局势变化亦将直接影响日本。2021年6月下旬，日本防衛大臣岸信夫就曾表示，台湾周边局势的稳定对包括西南地区在内的日本安全具有重要意义，防卫省需要密切关注台湾的相关动向。
进入21世纪后，中华人民共和国军力已远胜于中华民国，并且军事优势逐年扩大。蔡英文执政时期，中华民国朝野面对武统台湾的可能性，除自我防卫外，认为美国、日本等国会协防台湾，抵抗解放军:29—31。2019年2月，中華民國總統蔡英文接受美国有线电视新闻网专访表示，中华人民共和国发动武统台湾的“第一波的攻擊之後”，全世界对中华人民共和国进行“經濟跟其他層面的打擊”。2020年10月，立法院通过相关议案，要求蔡英文政府说服美国政府协防台湾。2021年8月，台灣制憲基金會民调显示，七成的被调查者认为美国会协防台湾，六成四的被调查者认为日本会协防台湾:29—31。美国、日本若协防，駐日、駐韓美軍在解放军发起进攻的当日，即可投入战场。

### 是否协防
1960年，美日通过的《美日安保條約》是两国相关军事行动的基础。其中第六条称为远东条款，规定“为了保障日本安全和维护远东地区的国际和平与安全，美国得使用其在日本境内的陆、空军和海军设施和基地。[……]”日本成为美军“在亞太地區‘前進部署’的主要基地”，除了防衛日本本土之外，駐日美軍可快速協防朝鲜半岛、远东地区、南中國海、甚至东南亚等地區。“日本基地和設施的使用，是美國維持其在亞太地區軍事存在的實質前提要件”，而“日本的基地和日本自卫队相關後勤支援”是美军在“西太平洋進行軍事行動”的基本维持条件:285。
1960年2月26日，日本首相岸信介在日本众议院说明，“远东大体包括菲律宾以北和日本周围地区，韩国和中华民国管辖下地区。”此即日本政府对「遠東的範圍」的「政府統一見解」，之後註解「中華民國所轄區域」就是「台灣區域」。此后一直是日本政府的统一看法，1997年新《日美防卫合作指针》中「日本周邊區域」的解釋也沿用同樣看法。:292
1960年，岸信介亦曾表示，根据远东条款，若中华人民共和国武统台湾，日本“不能无动于衷”。1969年11月21日:56，日本首相佐藤荣作与美国总统理查德·尼克松的共同声明称，首相和总统在期待中共在对外关系上采取进一步的合作和建设性的态度上达成共识。总统言及美国对中华民国在条约上的义务，美国将遵守这一义务。首相表示：维护台湾地区的和平与安全，对日本来说是极其重要的因素。1972年中日邦交正常化，中华民国与日本断交。1979年，美国与中华民国断交、与中华人民共和国建交，撤离驻台美军，美军不再协防台湾。因此，日本政府在1970年代重新解释了远东条款的意义和必要性，但未将台湾从远东条款范围剔除:58。
2001年4月25日，时任美国总统小布什公开宣布美国协防台湾。日本、韩国是美国在东亚重要的军事同盟，美军均有大量驻军。虽然在《美日安保條約》之下，若美国政府选择协防台湾，日本亦将协防台湾。但对日、韩是否向美军开放空军基地和军港，与美国共同协防台湾，中华人民共和国作者仍有完全对立的观点:12:27。中华民国政治学者楊永明在1998年所撰文章指出，“至於何種事態日本會提供美軍協助，以及事態發生的地區的認定，決定權其實仍然在於美國”，日本是否介入周边战事，“主要端視美國的要求與需要而定”:295。
同时，美国协防台湾被认为是日本参与协防必不可少的前提:223。
认为日本会直接参战、协防台湾的作者，指美国太平洋空军第五航空队管辖的日本嘉手纳空军基地将是战时、美日的“主要桥头堡”。更推测，解放军武统台湾时，为阻止日本参战协防台湾，将奔袭日本本土。最终，使战事升级成中、日、美三国之间的“全面战争”:27。亦有作者认为，解放军可以用从中国大陆本土发射东风系列弹道导弹、长剑系列巡航导弹的方式毁伤、瘫痪日韩全境的美军海空基地。

### 日本国内法
2015年，日本通过的《日本和平安全法制》是自卫队海外军事行动的法律基础。2021年4月，日本《读卖新闻》报道，中华人民共和国武统台湾，自卫队应对三种事态可能采取的行动：“重要影响事态”，依据《重要影响事态法》，自卫队参与美军支援、搜索、求助活动；“存立危机事态”，依据《自卫队法》，基于有限的集體自衛權使用武力反击；“武力攻击事态”，依据《自卫队法》，基于个别自卫权使用武力反击。报道同时指出，在这三种事态下派遣自卫队需要日本国会批准。

## 历史

### 1990年代至2020年
1990年代苏联解体、冷战结束，美国成为唯一的超级大国、世界强权。美国、日本联合中华人民共和国抵抗苏联的战略基础不复存在:58。进入21世纪后，日益崛起的中华人民共和国成为美国最主要的竞争对手。
与美国、中华人民共和国之间日益激烈的竞争之势相对，日本和美国一直保持良好的盟友关系。1997年3月23日，日美发表新《日美防卫合作指针》:59。1998年4月，日本自民黨提出新《日美防卫合作指针》相关法案，明確指出「周邊事態」範圍，包括台灣海峽與朝鲜半岛的「遠東」和「遠東周邊」地區。中华民国政治学者楊永明认为，虽然法案“將抽象的周邊範圍，做一個地理限度的提示”，“並不意味著從此台海安全受到美日兩國的保障，因為‘周邊’雖然明確，但‘事態’卻仍然依實際狀況與美日兩國各自利益而定”:294。
1999年4月、5月，日本国会参众两院通过新《日美防卫合作指针》的三个相关法案：《周边事态法》、《自卫队法修正案》、《日美相互提供物资劳务协定修正案》。《周边事态法》所使用的“周边事态”一词体现了日本政府的模糊战略。“周边事态”具体所指，是否包含中华民国所在的台湾地区，成为多方关注焦点:59。在《周边事态法》通过前的1月14日，与自民党联合执政的自由党党首小泽一郎声称，新《日美防卫合作指针》中的“周边事态”是地理概念，范围包括俄罗斯、朝鲜半岛、中国大陆及台湾。18日，内阁官房长官野中广务在记者招待会上表示，日本政府关于新《日美防卫合作指针》有关法案中的“周边事态”看法没有发生任何变化，“周边事态”不是地理概念。当日，日本政府根据野中广务谈话精神，通过外交渠道正式就小泽的言论一事向中华人民共和国政府作了澄清。
日本政治人物则有不同见解，1996、97年担任内阁官房长官的梶山静六曾表示“日本周边地区理所当然包括台湾海峡”。日后担任内阁总理大臣的安倍晋三在1997年11月接受采访表示，对日本政府在中日邦交正常化时已将台湾（中华民国）排除出日本周边地区的说法进行纠正，他说“这是错误的。把台湾海峡从适用范围中排除出去，这是非常危险的行为。因为中國没有承诺不使用武力。如果从新《日美防卫合作指针》中排除台湾，就有发生（中国大陆对台湾）武装入侵武统台湾的危险。”:59。
中华人民共和国作者在2001年的文章，将日本随同美国军事协防台湾的说法归为日本鷹派的主张:20。亦有中华人民共和国作者将新《日美防卫合作指针》视为日本随同美国协防台湾的“法律依据”:59。中华民国作者吳春宜则以“美国为轴心”，将中华民国（台湾）与日本勾连。吳春宜指“如台海真正有事武统台湾”，美国“一旦介入，日本即须依‘周边事态法’展开对美的后勤支持”，形成美日共同军事对抗第三国——中华人民共和国的局势。同时，吳春宜认为日本无力单独对抗中华人民共和国:223。
2005年2月19日，美国、日本在华盛顿举办“美日安全保障协议委员会会议”，会后发表的联合声明，将台湾海峡列为美日共“共同战略目标”。美国媒体认为，这是“日本官方首次公开表示介入台海问题”:59。
2015年，日本通过《日本和平安全法制》，正式解禁日本的集體自衛權。前中華民國總統李登辉认为是对台湾有利，前中華民國駐日本代表許世楷认为对不愿被中华人民共和国武统的台湾是好事。國民黨籍立委詹凱臣表示，李登輝的說法太過樂觀，『美國到時會不會介入到時都是個問題，美國沒介入，日本敢單獨介入嗎？』民進黨籍立委黃偉哲表示，法案對台灣幫助十分有限，即使法案“賦予日本有出兵權力，但考量政治現實，要日本為台海出兵的機會真的不大，更何況目前已經有‘美日安保條約’，日本不可能忽視美國意見。”
2019年2月，中華民國總統蔡英文接受CNN采访表示，希望中华人民共和国武统台湾时，周边国家能强烈反应（协防台湾）。25日，中華民國國防部長嚴德發在立法院外交及國防委員會備詢。当國民黨籍立委曾銘宗問，美方在情形下可能出兵保衛台灣？嚴德發說，「當美方覺得危害到他的區域安全，他會來」。曾銘宗再問，那日本是否可能援助台灣，嚴德發說，「靠那麼近，當然有可能」。

### 2021年

#### 3月至4月
2021年3月16日、17日，日本防衛大臣岸信夫与美國國防部長勞合·奧斯丁进行「日美安全保障協議委員會」（2+2會談）。會後聯合聲明提及「台灣海峽的和平與穩定重要性」，但未提及协防台湾。21日，日本共同社报道，美国方面在会谈中“將台灣突發狀況作為談話議題”。岸信夫“認為自衛隊與美軍共同協防台灣的議題，在日後有必要深度探討”。

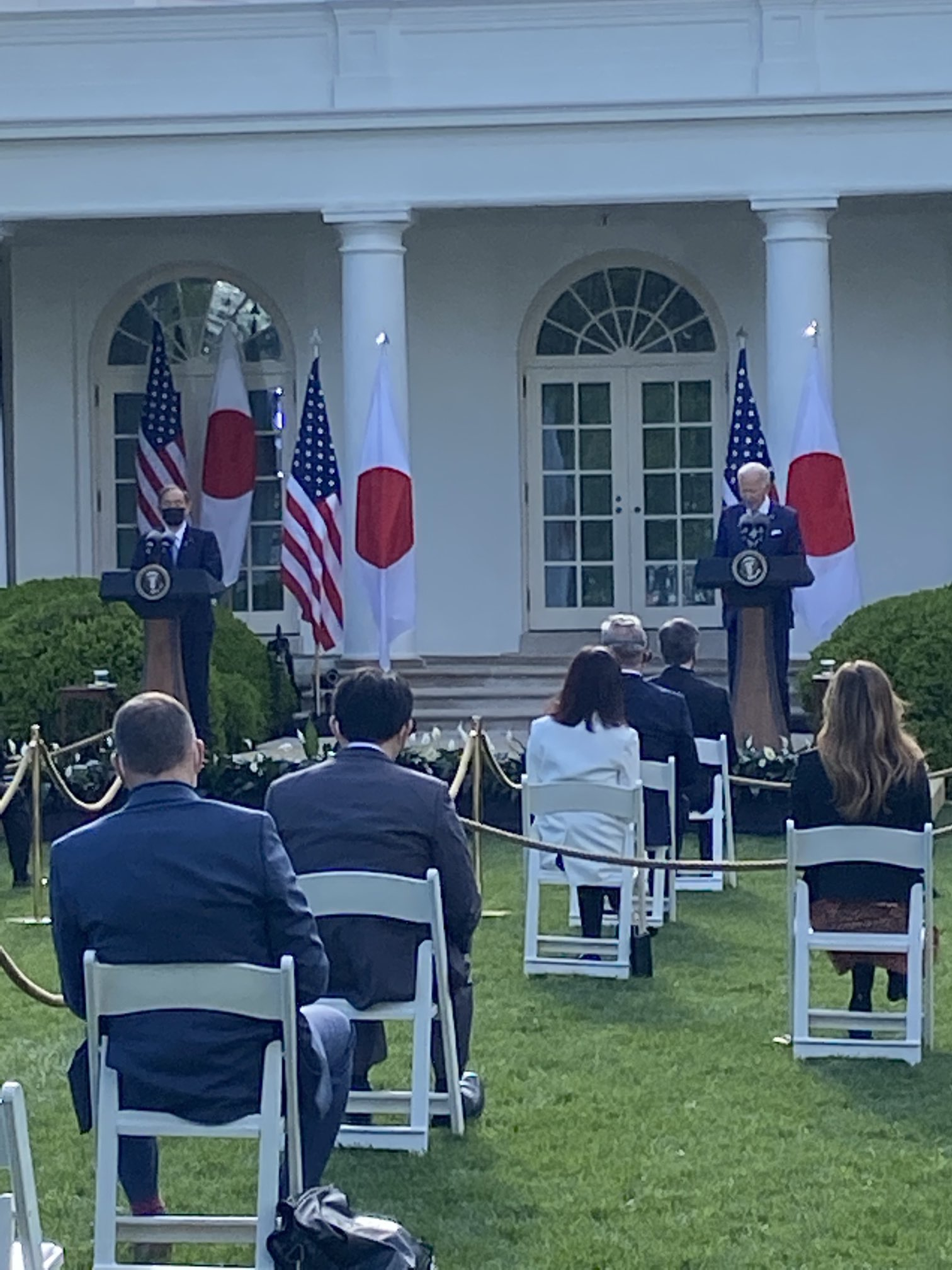
2021年4月16日，日本首相菅義偉與美國總統乔·拜登在白宮玫瑰園会见媒体。当日高峰會的聯合聲明引发多方关注。

针对共同社报道，中華民國國軍退除役官兵輔導委員會主委馮世寬避談個人意見，強調：「有國防部在，你們要信任國防部裡面，有很多有謀略的軍官在。」國民黨主席、立委江啟臣認為：「兩岸的關係，畢竟脫離不了國際關係還有區域關係，(台海)不應該成為列強彼此競爭或者衝突的場域。」台灣基進黨籍立委陳柏惟認為：「世界大國博弈的其中一環，本來就是他們不可以失掉的前線，延續作戰的一部分沒有什麼特別驚訝的事情。」中華民國外交部發言人歐江安表示：「台灣非常珍惜跟日本友好的關係，彼此是真心喜歡，災害的時候更是患難見真情。」中華民國外交部表示，中華民國將在既有良好基礎上持續與美國、日本及理念相近國家緊密合作，捍衛民主價值為基礎的國際秩序，共同維護區域和平穩定。
4月16日，日本首相菅義偉與美國總統乔·拜登在白宮舉行高峰會，会后發布聯合聲明。声明与中华人民共和国相关部分中，提及：「我們強調台灣海峽和平穩定的重要性，鼓勵和平解決兩岸議題」。这份声明是自1969年美国总统尼克松与日本首相佐藤荣作会谈以来，52年后美日领导人首次在联合声明写入台湾相关内容。引发中华民国、中华人民共和国、日本等多方关注。
4月17日，中华人民共和国外交部网站刊登“外交部发言人就美日领导人联合声明涉华消极内容答记者问”，指涉及“台湾、钓鱼岛、涉港、涉疆、南海等问题”的“美日联合声明粗暴干涉中国内政，严重违反国际关系基本准则。中方对此强烈不满、坚决反对，已通过外交渠道向美、日表明严正立场。”同日，中華民國外交部新闻稿表示，這項聯合聲明為繼3月16日「美日安全諮商(2+2)會議」後，美國與日本政府再度公開表達對台海和平穩定的重視，外交部對此表達誠摯歡迎與感謝。會與美、日及其他理念相近國家緊密合作，共同維護印太區域的和平穩定與繁榮。
4月18日，中華民國駐日本大使謝長廷接受采访表示，台美日有必要早日實施聯合演習，否則難以因應台灣發生緊急況狀。他将美日联合声明视为“大成就”，曾在臉書寫道：「這樣的成果，其間有台、美、日三方涉外機構不少人員的辛苦的付出，美好的成果是給努力奮鬥者的最佳肯定。」謝長廷亦期待美日联合声明能制止，中华人民共和国武统台湾并“維護地區的和平與安全”。4月19日，台湾國策研究院解析美日高峰會及台灣與美日安全合作的座談會中，台灣世代智庫執行長陳冠廷認為美日力挺中华民国的戰略意圖愈清晰，中华人民共和国就愈不敢妄動。具体做法上，透過美日台三方海上執法合作，增加國軍、美軍以及日本自衛隊的協同作業能力，“隨時保持三方擁有清楚且一致的底線”。同時，保持與中华人民共和国方面的溝通管道，“以免誤判情勢”。
謝長廷、陳冠廷关于台美日三方联合军演的言论，即与外界对美日联合声明进一步的理解——美日共同协防台湾相关。如同法国国际广播电台报道形容的，联合声明“表现了日美很大的危机感和共同保卫台湾的意识”。日本親台派國會議員古屋圭司曾于4月17日在推特上传，台北的日本台灣交流協會出入處升起日本國旗的照片。媒体报道指，美日联合声明与古屋圭司的举动促成中华民国（台湾）方面进入“日美台結盟‘團結抗中’的想像氛圍”，对美日协防台湾产生高度期待。一如台湾國立中山大學中国与亚太区域研究所教授郭育仁在美日领导人高峰会前认定的，美日联合声明若将《美日安保条约》的范围扩及至台湾海峡、台湾部分，就等同向外界宣示，若中华人民共和国武力犯台，美日两国将共同出兵，维持台海安全。
在否定美日联合声明代表美日共同协防台湾的人士中，《日本經濟新聞》网站4月18日报道，上智大學教授前嶋和弘指出，“该声明回避了诸如‘保卫台湾（defend Taiwan）’之类的具体语言，以避免不必要地挑衅中华人民共和国。”华盛顿斯廷森中心（Stimson Center）东亚计划高级研究员Yun Sun指出，“美国还没有提供这种战略上的明确性，要推测日本是否会这样做协防台湾还遥不可及。”
4月20日，菅義偉在參議院全體會議就此前訪美行程發表國會報告。針對聯合聲明提及臺灣問題，日本共產黨籍議員赤嶺政賢對菅義偉質問：「日本會跟隨美國的對華軍事戰略，在臺灣問題上進行軍事干預嗎？」菅義偉表示：「完全沒有軍事介入的考慮。」
4月26日，立法院外交及國防委員會答询时，無黨籍立委林昶佐向國家安全局局长陳明通问及，有傳媒報道菅義偉稱「中國武力犯台時，日本自衛隊不會插手」，國家安全局掌握到的訊息是否如此。陳明通指，“日本不管是不可能的事情……日本在法律上，本就有相應的處理部分。”对于立委问及菅義偉的原話被曲解的原因。陳明通表示，初步判定是中华人民共和国方面“對台認知作戰”，由日本共產黨籍议员配合中华人民共和国政府发起。立委王定宇提问，台湾方面是否就自卫队参与台海战事的法律运用问题，与日本政府“接觸與討論”。台灣日本交流協會表示，台灣駐日代表處和外交部就“這個案子”隨時跟日本保持接觸與聯繫，与日本国会、行政部门、智库及各領域部門單位有直接、間接參與類似討論。

#### 6月
6月28日，美國智庫哈德遜研究所活動中，日本防衛副大臣中山泰秀质疑日本、美国等多国政府自1970年代开始奉行的一个中国政策。他警告中华人民共和国與俄羅斯之間合作所構成的威脅與日俱增。有必要對北京向台灣的施壓「覺醒」。同时，民主國家必須互相保護。「所以台灣作為一個民主國家，我們必須加以保護。」。29日，中华人民共和国外交部发言人汪文斌针对中山泰秀言论进行强烈回击。其指中山泰秀将台湾称为“国家”是错误的，已违反了中日聯合聲明等四个政治文件原则。中方要求日本政府就此作出明确澄清，确保不再发生此类情况。
30日，日本政府發言人、內閣官房長官加藤勝信在例行記者會上表示，這是中山泰秀個人的想法。同日中午，日本防衛大臣岸信夫在陆上自卫队东千岁站视察后，进行临时新闻发布会。当记者提及中山泰秀防卫台湾的观点，中华人民共和国外交部发言人汪文斌强烈反对，以及中国必将统一台湾的言论。岸信夫指中山泰秀的言论仅代表他个人。重申日本政府的一贯立场是，希望当事双方能够通过直接对话、和平解决台湾问题。他已知道汪文斌的发言。日本政府对与台湾[中华民国]关系的基本立场如1972年中日聯合聲明所述，没有任何改变。俄罗斯卫星通讯社（北京分社）在29日的评论文章则指，这是“官员个人的一次失言，还是菅义伟政府在有意试探中国底线，对此人的后续处理值得关注”。

#### 7月
7月5日，日本东京的一次演讲中，日本副首相麻生太郎提及中华人民共和国武统台湾、日本行使集体自卫权，他说“如果（在台湾）发生大问题，完全有可能与（日本）“存立危机事态”有关。那样的话，日本和美国必须共同保卫台湾 。”
7月6日，日本内阁会议结束后举行的记者会上，內閣官房長官加藤勝信表示，“很难无条件地说”中华人民共和国武统台湾，是否是一场允许日本行使集体自卫权解决的“存立危机事态”。他解释说：“什么样的情况适用，是通过综合各种信息来客观、理性地判断的。”他不想评论麻生太郎的观点。当被问及，麻生太郎观点与日本政府是否一致时，他指这是一个“假设性问题”。防衛大臣岸信夫则说，什麼樣的事態會成為「存亡危機事態」，實際上將視發生的個別具體狀況進行判斷；麻生昨天發言，的確是日本政府的考量。以及，對於台灣問題將會持續緊密地關注。
同日，中華民國外交部發言人歐江安回應麻生太郎言论，外交部樂見並歡迎國際社會及各界友人持續關注台灣海峽的和平與穩定。台灣位處東亞第一島鏈的重要樞紐，在區域穩定及繁榮上扮演關鍵角色。台灣學者蘇紫雲依据麻生太郎言论，认为日本政府“已從戰略模糊走向戰略清晰”。國防安全研究員、學者王尊彥則依據日本參議院報告，认为日本最高民意機構對台海的安全情勢，已抱持明確的危機意識。《聯合報》主筆室快評将麻生太郎言论称为「保台論」，指其目的“主要是要防衛日本西南海域，而並非要協防台灣”，“只是日本右翼的挾台抗中的‘言論’，聽聽就好。”
同日，中华人民共和国外交部发言人赵立坚在例行记者会上，驳斥麻生太郎的相关言论极其错误并且危险，严重违反中日聯合聲明等四个政治文件原则，损害中日关系政治基础。中方对此强烈不满，坚决反对，已经向日方提出严正抗议。赵立坚指，日本军国主义曾对中国犯下罄竹难书的侵略罪行，某些政客时至今日还对台湾念念不忘，充分暴露出他们没有深刻汲取历史教训。他说：“今天的中国早已不是当年的中国，我们绝不容许任何国家以任何方式插手台湾问题。任何人都不要低估中国人民捍卫国家主权的坚强决心、坚定意志和强大能力。”
同日，美国国防部新闻秘书约翰·柯比在例行记者会上，面对麻生太郎相关言论的提问。他表示，“我会让日本政府表达他们的意见。我要告诉你的是，我们（美国政府）对台湾的政策没有任何改变。我们继续遵守一个中国政策，并承认根据中美三个联合公报、六項保證，当然还有台湾关系法。我们将致力帮助台湾自卫[……]”同时，他强调无意回答关于台湾的假设性问题。最后，他再度强调“我们坚持一个中国政策，我们不希望台湾局势出现任何单方面变化。同样，我们的承诺是确保台湾能够继续自卫”。
7月13日，日本內閣會議通過2021年版防衛白皮書提及，有關台灣，美中之間的對立可能趨於明顯。台灣局勢的穩定對日本的安全保障及國際社會的穩定而言，相當重要，日本有必要抱持緊張感密切關注。
7月27日《美国之音》报道中，东京川平和财团高级研究员小原凡司（Bonji Ohara）认为中华人民共和国武统台湾，战事波及日本领土后，日本自卫队会与美军共同保卫台湾。另一些学者则认为，日本官员自4月以来的言论和行动并不代表日本政府有意在中华人民共和国武统台湾时保卫台湾。天普大學日本分校历史讲师杰弗里·金斯顿（Jeffrey Kingston）说，日本官员言论是“打太极”和“武力恫吓”，而不是有意发动战争。此类言论帮助日本政府向公众展示，政府在寻求“以价值为基础的”外交关系。他认为“没人相信日本会参加实战”，“这是日本显示强硬的免费说辞，嘴上强硬但清楚到头来不会真的被要求做任何事情。”國立政治大學国际事务学院副院长黃奎博说，麻生太郎的说辞代表个人想法，不是代表日本政府。“我的感觉是日本官员总是试图淡化这些鹰派人物的言辞。”

#### 9月至12月
9月15日，日本防衛大臣岸信夫接受CNN訪問時說，针对中华人民共和国武统台湾的可能，「日本必須對採取措施因應這種局勢。」
12月1日，时任自民党籍日本众议院议员、前首相安倍晋三接受台湾国策研究院邀请，就“新时代台日关系”发表视讯演说時指出，「日本无法容许发生台湾遭武力侵犯，台湾有事就是日本有事，也可以说是等同日美同盟有事，请中国领导人习近平绝对不能误判。而军事冒险行动等同走向经济自杀。世界有必要认识台湾已是成熟民主国家。」當天晚上，中华人民共和国外交部部长助理华春莹约见日本驻华大使垂秀夫，就安倍晋三的言论提出交涉。垂秀夫在会见时表示「中方有必要理解，在日本国内存在这样的观点」。12月2日，日本内阁官房长官松野博一表示日方不同意中方的处理方式（约见日本驻华大使），因为安倍晋三已经不再是政府官员。

## 备注
1. 1 2 3 4  “武统台湾”即中华人民共和国所谓“解放台湾”，中华民国所谓“武力犯台”。日本方面使用的日语词汇则是“台湾有事”[2][3]。
2. 1 2  台灣制憲基金會相关民调中，“若是中国以武力攻打台湾，请问您认为日本会不会协助防御台湾？”除9.8%的被调查者无明确意见外，64.1%的被调查者认为日本会协防台湾，其中18.6%一定会，45.5%应该会；26.1%认为日本不会协防台湾，其中17.5%应该不会，8.6%一定不会[17]:30。
3. 1 2  来源于日本防卫省自卫队网站，2021年6月30日，岸信夫与记者问答日文原文[39]：

Ｑ：中山副大臣の発言についてお伺いいたします。アメリカのシンクタンクの講演で、１つの中国や台湾防衛に関する発言をされました。この発言に対し、中国の外務省が副大臣が台湾を国と表現したことは誤りであるなどと指摘をし、日本政府に厳重に抗議したことを明らかにしました。中国政府の反応についてのお考えと、改めて中山副大臣の発言について大臣はどのように捉えられておられますか。

Ａ：まずは、中山副大臣のハドソン研究所での発言につきましては、台湾はわが国にとって、自由や民主主義、基本的人権、法の支配といった基本的な価値観を共有をし、緊密な経済関係と人的往来を有する極めて重要なパートナーであって、大切な友人であること。台湾をめぐる情勢の安定は、南西地域を含むわが国の安全保障にとって重要であり、近年、中国が軍事力の強化を急速に進める中で、中台の軍事バランスは全体として中国側に有利に動いていて、その差は年々拡大する傾向にあります。防衛省としても、引き続き台湾をめぐる関連動向を注視する必要があると思います。こうした立場を前提として、中山副大臣の個人的な考えを述べたものと承知しておるところであります。いずれにいたしましても、台湾をめぐる問題が、当事者間の直接の対話によって平和的に解決されることを期待するというのが従来から一貫したわが国の立場であります。この立場に変わるものではありません。

Ｑ：中国外務省の汪文斌はですね、今回の発言に関連して、「中国は必ず台湾を統一しなければならない、阻止できないプロセスだ」と述べており、台湾情勢の更なる緊迫感を招くとの懸念もありますが、この点についてはいかがでしょうか。

Ａ：中国の外交部の報道官の発言、このことについては承知をしているところでございますが、いずれにいたしましても、台湾をめぐる問題が、当事者間の直接の対話によって平和的に解決されることを期待するという、わが国の従来から一貫した立場に変わるものではありません。また、台湾との関係に関するわが国の基本的な立場というものは、１９７２年の日中共同声明にあるとおりであって、これも何も変わるものではないということであります。
4. ↑  明廷权、张奎力原文[16]:56是“台湾管辖下地区”，杨永明文章是“中華民國所轄區域[20]:292”。当是与明、张前文的“蒋介石政权败退台湾”[16]:56类似的情况，因中华人民共和国作者依政治习惯回避“中华民国”一词而产生。参见：涉台用语。
5. ↑  长剑系列巡航导弹即长剑-10导弹、长剑-100。
6. ↑  美国白宫网站刊登的联合声明英文原文：“We underscore the importance of peace and stability across the Taiwan Strait and encourage the peaceful resolution of cross-Strait issues.”[28]

日本外務省网站刊登的联合声明日文原文：“日米両国は、台湾海峡の平和と安定の重要性を強調するとともに、両岸問題の平和的解決を促す。”[29]
7. ↑  原文未提及中华人民共和国外交部发言人的姓名，2021年4月时外交部发言人有华春莹、汪文斌、赵立坚三人。
8. ↑  美国国防部网站英文原文[45]：

“Q:  The second question -- the -- yesterday, the Japanese Deputy Prime Minister publicly said Japan and the United States need to defend Taiwan, if Taiwan is invaded by China.  So could you give us a sense of where Japan and United States are now regarding the policy coordination for the Taiwan Strait contingency?

MR. KIRBY:  Look, I'll let the -- I'll let the Japanese government speak to their comments.  What I would tell you is nothing has changed about our policy with respect to -- to Taiwan.  We continue to observe the One China policy and recognize that, in accordance with the three communiques, the six assurances, and of course the Taiwan Relations Act.

We also remain committed to helping Taiwan defend itself.  Again, with bipartisan support over many decades from Congress on that.  Nothing's changed about that.  And the last thing I'd say is nobody wants to see the situation dissolve into -- into conflict, and there's no reason for it to.

So we're focused on making sure Taiwan can continue to defend itself.[……]

Q:  Early stage, yeah.

MR. KIRBY:  Early stage.  I'm -- I'm sorry.  Yeah, look, I -- I don't want to get into hypotheticals here with respect to Taiwan.  We have alliance commitments with Japan that we take very[……]nothing's changed about our policy with respect to Taiwan.

I appreciate where you want the question to go but we're -- we don't -- we -- what we don't want to see is any need for this to dissolve into conflict.  The -- the -- we want to -- we want to, again, adhere to the One China policy and we don't want any unilateral changes in the situation with respect to Taiwan.

Again, our commitment is to making sure that Taiwan can continue to defend itself.

Courtney?[……]”